# Гікорі (Оклахома)
Гікорі (англ. Hickory) — місто (англ. town) в США, в окрузі Маррі штату Оклахома. Населення — 86 осіб (2020).

## Географія
Гікорі розташоване за координатами 34°33′32″ пн. ш. 96°51′25″ зх. д. / 34.55889° пн. ш. 96.85694° зх. д. (34.558981, -96.857023).  За даними Бюро перепису населення США в 2010 році місто мало площу 1,42 км², з яких 1,41 км² — суходіл та 0,01 км² — водойми.

## Демографія
Згідно з переписом 2010 року, у місті мешкала 71 особа в 27 домогосподарствах у складі 20 родин. Густота населення становила 50 осіб/км².  Було 33 помешкання (23/км²).
Расовий склад населення:
| - 59,2 % — білих - 22,5 % — корінних американців - 5,6 % — чорних або афроамериканців - 7,0 % — осіб інших рас |

До двох чи більше рас належало 5,6 %. Частка іспаномовних становила 7,0 % від усіх жителів.
За віковим діапазоном населення розподілялося таким чином: 26,8 % — особи молодші 18 років, 57,7 % — особи у віці 18—64 років, 15,5 % — особи у віці 65 років та старші. Медіана віку мешканця становила 47,3 року. На 100 осіб жіночої статі у місті припадало 102,9 чоловіків;  на 100 жінок у віці від 18 років та старших — 100,0 чоловіків також старших 18 років.
За межею бідності перебувало 42,9 % осіб, у тому числі 65,6 % дітей у віці до 18 років та 41,7 % осіб у віці 65 років та старших.
Цивільне працевлаштоване населення становило 23 особи. Основні галузі зайнятості: сільське господарство, лісництво, риболовля — 30,4 %, роздрібна торгівля — 17,4 %, публічна адміністрація — 13,0 %, транспорт — 8,7 %.